# John Cassavetes
John Cassavetes (født 9. december 1929, død 3. februar 1989) var en amerikansk filminstruktør og skuespiller.
Cassavetes spillede engang morderen på Columbo. Han var også med i Det beskidte dusin og Rosemarys baby.
Han var gift med Gena Rowlands.

## Filmografi

### Som instruktør
- Skygger (1959)
- Too Late Blues (1961)
- A Child Is Waiting (1963)
- Ansigter (1968)
- Ægtemænd (1970)
- Minnie og Moskowitz (1971)
- En kvinde under indflydelse (1974)
- Mordet på en kinesisk bookmaker (1976)
- Opening Night (1977)
- Gloria (1980)
- Love Streams (1984)
- Big Trouble (1986)

### Som skuespiller (udvalg)
- Manden på gesimsen (1951, ukrediteret)
- The Night Holds Terror (1955)
- Læderjakkerne (1956)
- Slagsmål i vente (1957)
- Kugler der dræber (1958)
- Vores lille drømmeø (1959)
- Det beskidte dusin (1967)
- Rosemarys baby (1968)
- Ægtemænd (1970)
- To minutters frist (1976)
- Opening Night (1977)
- Den hemmelige kraft (1978)
- Det er vel mit liv (1981)